# Kenny Hall
Kenneth Michael Hall, detto Kenny (Los Angeles, 10 aprile 1990), è un ex cestista statunitense.

## Palmarès
- NBDL: 1

Santa Cruz Warriors: 2015
- Campionato ceco: 1

ČEZ Nymburk: 2016-17